# 水口洋介
水口 洋介（みずぐち ようすけ、男性 1993年5月12日 - ）は、日本のイラストレーター、京都府出身。BIGvancomic代表取締役CEO。

## 略歴
高校時代よりイラストの制作を行ない、卒業後は彼女を養うために専門学校に進学する。2014年にゲッサンの新人賞に投稿し、同年から実用書のカバーや雑誌へのイラスト提供など、イラストレーターとしての活動を行う。2015年には集英社など複数の出版社に漫画を売り込むが拒否され、独自のブランド『BIG van comic』をスタート。『超絶ヒールプラス』の連載を開始する。2016年にはフランスの出版社Ki-oonに『超絶ヒールプラス』のフランス語版を持ち込み読み切り作品が連載された。
語学面では日本語のほかに英語、フランス語、スペイン語が話せる。
母親の水口恵御子は京都で名の知れた霊媒師であり、のだめカンタービレの担当編集者と友人関係を持っており、元アシスタントを水口の教師として雇ったりと水口の夢を支えていた。
アニメ作品RWBYのファンであり、数々のファンアートを投稿している。

## 作品一覧
- 『Project G.U』(2015年)
- 『超絶ヒールプラス』(2015年)
- 『エイリアンフォース』(2016年)
- 『熱血萌!』(2016年)
- 『メタモルタイム』(2017年)
- 『Android Friend』(2017年)
- 『いちゃらぶ!相○マナ』(2018年)
- 『女宇宙海賊！スライム相手に堕とされる！』(2019年)
- 『割引券をくれたお姉ちゃんを僕はお店で指名する！』(2019年)
- 『僕の成績を上げる為にえっちなご褒美をくれるお姉ちゃん』(2019年)